# SR Donaufeld Wien
SV Rasenspieler Donaufeld Wien is een Oostenrijkse voetbalclub uit de hoofdstad Wenen.

## Geschiedenis
De club werd in 1912 opgericht als SC Austria Donauarbeiter met rood-zwart-groene clubkleuren. Tot 1965 speelde de club op de Ringelseeplatz en verhuisde dan naar een nieuw terrein aan de Fultonstraße-Nordmanngasse en veranderde toen ook de naam in SR Donaufeld Wien. 
Van 1945 tot 1979 speelde de club met uitzondering van 1957 altijd in de Wiener Liga, dat tot 1950 de tweede klasse was en tot 1974 de derde klasse. Van 1979 tot 1981 speelde de club in de Regionalliga Ost (derde klasse). Nadat deze enkele seizoenen opgeheven werd speelde de club weer in de Wiener Liga en bij de herinvoering van de Regionalliga in 1987 speelde de club weer daar.
In 1990 werd de club kampioen en promoveerde zo naar de 2. Bundesliga. Ondanks dat de club zich niet echt versterkte deed de club het niet slecht en in de eindronde om te degraderen die met acht clubs gespeeld werd eindigde SR tweede achter Grazer AK. In december 1991 nam de club voor het eerst deel aan het indoor-voetbaltoernooi Wiener Stadthallenturnier en won met 6-2 tegen Rapid Wien, 4-1 tegen Wiener Sport-Club en 3-3 tegen FK Austria Wien. Aan het einde van het competitieseizoen degradeerde de club echter uit de tweede klasse
In 1995 degradeerde de club naar de Wiener Stadtliga maar kon na één seizoen terugkeren naar de Regionalliga. In 1999 volgde dan een nieuwe degradatie en sindsdien speelt de club in de Wiener Liga.

## Erelijst
Wiener TOTO-Cup
2005